# آوریکور (مرته-موزل)
آوریکور (به فرانسوی: Avricourt) یک کمون در فرانسه است که در canton of Blâmont واقع شده‌است. آوریکور ۲٫۲۵ کیلومتر مربع مساحت دارد ۳۱۲ متر بالاتر از سطح دریا واقع شده‌است.